# Рембув (Піньчовський повіт)
Рембув (пол. Rębów) — село в Польщі, у гміні Кіє Піньчовського повіту Свентокшиського воєводства.
Населення — 185 осіб (2011).
У 1975-1998 роках село належало до Келецького воєводства.

## Демографія
Демографічна структура на день 31 березня 2011 року:
|          | Загалом | Допрацездатний вік | Працездатний вік | Постпрацездатний вік |
| -------- | ------- | ------------------ | ---------------- | -------------------- |
| Чоловіки | 86      | 17                 | 56               | 13                   |
| Жінки    | 99      | 22                 | 43               | 34                   |
| Разом    | 185     | 39                 | 99               | 47                   |